# Memórias II (Ao Vivo)
Memórias II (Ao Vivo) é o sexto álbum ao vivo da dupla sertaneja César Menotti & Fabiano, lançado em 12 de maio de 2017 pela Som Livre.

## Antecedentes e gravação
Após o lançamento e boa recepção dos álbuns Memórias Anos 80 & 90 e do Ao Vivo, nesse novo trabalho, gravado nos dias 29 e 30 de novembro de 2016, no Villa Country, em São Paulo, a dupla homenageia diferentes gerações da música sertaneja, a ideia é reviver o que traz boas memórias, em um repertório de 25 músicas, contando ainda com as participações especiais de Maiara & Maraisa, Rionegro & Solimões, Bruno & Marrone, Fernando & Sorocaba, Zé Neto & Cristiano, Zezé Di Camargo & Luciano, Lendas (Milionário & Marciano), Luan Santana e Roberta Miranda.

## Lista de Faixas
| Edição Digital/DVD |                                                                   |                                                                    |         |  |
| N.º                | Título                                                            | Compositor(es)                                                     | Duração |  |
| 1.                 | "Solidão"                                                         | José Rico Cristovam Rei                                            | 3:45    |  |
| 2.                 | "Idas e Voltas"                                                   | Paulo Debétio Paulinho Rezende                                     | 3:38    |  |
| 3.                 | "Proposta" (part. Rionegro & Solimões)                            | Cláudio Balestro Itamaracá                                         | 2:57    |  |
| 4.                 | "Corpo e Alma"                                                    | J. Rico Jango                                                      | 3:17    |  |
| 5.                 | "Esta Noite Como Lembrança" (part. Lendas: Milionário & Marciano) | Darci Rossi Marciano                                               | 2:57    |  |
| 6.                 | "Estrada do Amor"                                                 | D. Rossi Alexandre                                                 | 2:34    |  |
| 7.                 | "Noite"                                                           | Domiciano Rionegro                                                 | 4:27    |  |
| 8.                 | "A Última Cerveja" (part. Maiara & Maraisa)                       | César Menotti                                                      | 3:23    |  |
| 9.                 | "Fogão de Lenha"                                                  | Carlos Colla Maurício Duboc Xororó                                 | 3:38    |  |
| 10.                | "Porta do Mundo"                                                  | Peão Carreiro Zé Paulo                                             | 3:35    |  |
| 11.                | "Pedras" (part. Zezé Di Camargo & Luciano)                        | Carlos Randall Tivas                                               | 3:42    |  |
| 12.                | "Blusa Vermelha / Castelo de Amor"                                | Ronaldo Adriano, Mangabinha, Zé Russo / Barrerito, Creone, Nenzico | 3:36    |  |
| 13.                | "Presença"                                                        | Paulo Cezar                                                        | 4:04    |  |
| 14.                | "Queixas" (part. Bruno & Marrone)                                 | César Augusto Martinha                                             | 3:26    |  |
| 15.                | "Olha, Amor"                                                      | Pinocchio Paulo Henrique                                           | 3:35    |  |
| 16.                | "Poeira da Estrada" (part. Fernando & Sorocaba)                   | Rick João Paulo                                                    | 3:13    |  |
| 17.                | "Olhos de Luar" (part. Luan Santana)                              | C. Colla Gilson                                                    | 4:45    |  |
| 18.                | "Deus Me Livre"                                                   | D. Rossi Alexandre Serginho Sol                                    | 3:17    |  |
| 19.                | "Na Hora Errada"                                                  | Duílio Alves Marcos Devorta                                        | 3:10    |  |
| 20.                | "Crença ou Religião"                                              | Fred Liel Débora Xavier Euler Coelho                               | 3:09    |  |
| 21.                | "Todas as Manhãs"                                                 | Erasmo Carlos Roberto Carlos                                       | 3:49    |  |
| 22.                | "Marcas" (part. Roberta Miranda)                                  | R. Miranda                                                         | 3:12    |  |
| 23.                | "Aqueles Olhos"                                                   | Elias Muniz C. Augusto                                             | 3:51    |  |
| 24.                | "Você Só Me Faz Feliz" (part. Zé Neto & Cristiano)                | E. Muniz Fátima Leão                                               | 3:34    |  |
| 25.                | "Decida"                                                          | Airo Barcelos                                                      | 4:05    |  |
| Duração total:     | Duração total:                                                    | Duração total:                                                     | 88:39   |  |

| CD 1           |                                                    |         |  |
| N.º            | Título                                             | Duração |  |
| 1.             | "Solidão"                                          | 3:45    |  |
| 2.             | "A Última Cerveja" (part. Maiara & Maraisa)        | 3:23    |  |
| 3.             | "Corpo e Alma"                                     | 3:17    |  |
| 4.             | "Proposta" (part. Rionegro & Solimões)             | 2:57    |  |
| 5.             | "Queixas" (part. Bruno & Marrone)                  | 3:26    |  |
| 6.             | "Fogão de Lenha"                                   | 3:38    |  |
| 7.             | "Poeira da Estrada" (part. Fernando & Sorocaba)    | 3:13    |  |
| 8.             | "Estrada do Amor"                                  | 2:34    |  |
| 9.             | "Você Só Me Faz Feliz" (part. Zé Neto & Cristiano) | 3:34    |  |
| 10.            | "Noite"                                            | 4:27    |  |
| 11.            | "Blusa Vermelha / Castelo de Amor"                 | 3:36    |  |
| 12.            | "Decida"                                           | 4:05    |  |
| 13.            | "Crença ou Religião"                               | 3:09    |  |
| Duração total: | Duração total:                                     | 45:04   |  |

| CD 2           |                                                                   |         |  |
| N.º            | Título                                                            | Duração |  |
| 1.             | "Olha, Amor"                                                      | 3:35    |  |
| 2.             | "Pedras" (part. Zezé Di Camargo & Luciano)                        | 3:42    |  |
| 3.             | "Idas e Voltas"                                                   | 3:38    |  |
| 4.             | "Esta Noite Como Lembrança" (part. Lendas: Milionário & Marciano) | 2:57    |  |
| 5.             | "Olhos de Luar" (part. Luan Santana)                              | 4:45    |  |
| 6.             | "Aqueles Olhos"                                                   | 3:51    |  |
| 7.             | "Porta do Mundo"                                                  | 3:35    |  |
| 8.             | "Todas as Manhãs"                                                 | 3:49    |  |
| 9.             | "Marcas" (part. Roberta Miranda)                                  | 3:12    |  |
| 10.            | "Presença"                                                        | 4:04    |  |
| 11.            | "Deus Me Livre"                                                   | 3:17    |  |
| 12.            | "Na Hora Errada"                                                  | 3:10    |  |
| Duração total: | Duração total:                                                    | 43:35   |  |